# McCartney (álbum)
McCartney es el primer álbum de estudio en solitario del músico británico Paul McCartney, publicado el 17 de abril de 1970 por Apple Records. Su lanzamiento coincidió en el tiempo con el de Let It Be, el último álbum de The Beatles, a pesar del intento de sus compañeros de grupo por retrasar su publicación en favor de otros proyectos de Apple. Dicho conflicto provocó un nuevo enfrentamiento entre McCartney y sus compañeros de The Beatles, sumado al intento del primero por mantener unido el grupo y por controlar la gestión de Apple a través de su cuñado Lee Eastman. 
Es considerado como el álbum pionero del indie rock.
El músico grabó el álbum durante un periodo de depresión y confusión después de que John Lennon anunciase durante una reunión privada en septiembre de 1969 que quería abandonar The Beatles de forma definitiva. Salvo por la contribución vocal de su esposa Linda, McCartney tocó todos los instrumentos en el álbum. Con grabaciones caseras y escasos arreglos, McCartney exploró el «retorno a las bases» que había sido su concepto original para el proyecto Get Back en 1969. Su lanzamiento fue acompañado de un comunicado de prensa en forma de autoentrevista, suministrada dentro de las copias británicas del álbum, que sirvió como anuncio oficial de la separación de The Beatles el 10 de abril de 1970.
En parte como resultado del papel de McCartney en el fin de The Beatles, el álbum recibió una respuesta desfavorable de la mayoría de la prensa musical, a excepción de la canción «Maybe I'm Amazed». Sin embargo, McCartney se benefició de la publicidad en torno a la ruptura del grupo y alcanzó el primer puesto durante tres semanas en la lista estadounidense Billboard 200 y el segundo en el Reino Unido. El álbum fue reeditado en junio de 2011 como parte de la serie The Paul McCartney Archive Collection.

## Trasfondo
| «Casi tuve una crisis nerviosa. Supongo que el dolor de todo, y la decepción, y el dolor de perder esa gran banda, esos grandes amigos... Me estaba volviendo loco». —Paul McCartney en 2001. |

El 20 de septiembre de 1969, después de que John Lennon anunciase en una reunión con el resto del grupo que quería «divorciarse» de The Beatles, Paul McCartney se retiró a su granja de Campbeltown, Escocia. El autor Robert Rodríguez describió su estado de ánimo como «abatido, sorprendido y desanimado por la pérdida del único trabajo que había conocido». Aunque el anuncio no se hizo oficial, en parte por razones comerciales, la reclusión de McCartney con su familia coincidió con rumores difundidos en los Estados Unidos sobre su muerte, según una teoría conspirativa. El rumor fue descartado por periodistas de BBC Radio y de la revista Life cuando le entrevistaron en su granja.
El deseo de Lennon por disolver el grupo tuvo lugar poco después del nombramiento de Allen Klein como gerente de Apple Records en mayo de 1969, que provocó un mayor distanciamiento entre McCartney y el resto de The Beatles. Años después, el músico citó el nombramiento de Klein como la primera «diferencia irreconciliable» dentro de The Beatles, ya que su decisión, contraria a la del resto del grupo, era contratar a su suegro Lee Eastman como gerente. Para McCartney, el periodo posterior al anuncio de Lennon también estuvo marcado por una depresión severa durante la cual, según sus propias palabras, estuvo a punto de sufrir una crisis nerviosa.
En su libro Fab: An Intimate Life of Paul McCartney, el biógrafo Howard Sounes escribió sobre su exilio en Escocia: «Fue sombrío para Linda. Tenía una hija de siete años y un bebé que cuidar, con un marido deprimido y borracho. Más tarde dijo a sus amigos que fue uno de los momentos más difíciles de su vida, mientras Paul reflexionaba que podría haberse convertido en una víctima del rock and roll en ese momento de su carrera». Con el apoyo de Linda, McCartney empezó a considerar un futuro fuera de The Beatles y escribió sus primeras canciones para su primer álbum en solitario.

## Grabación

### St John's Wood

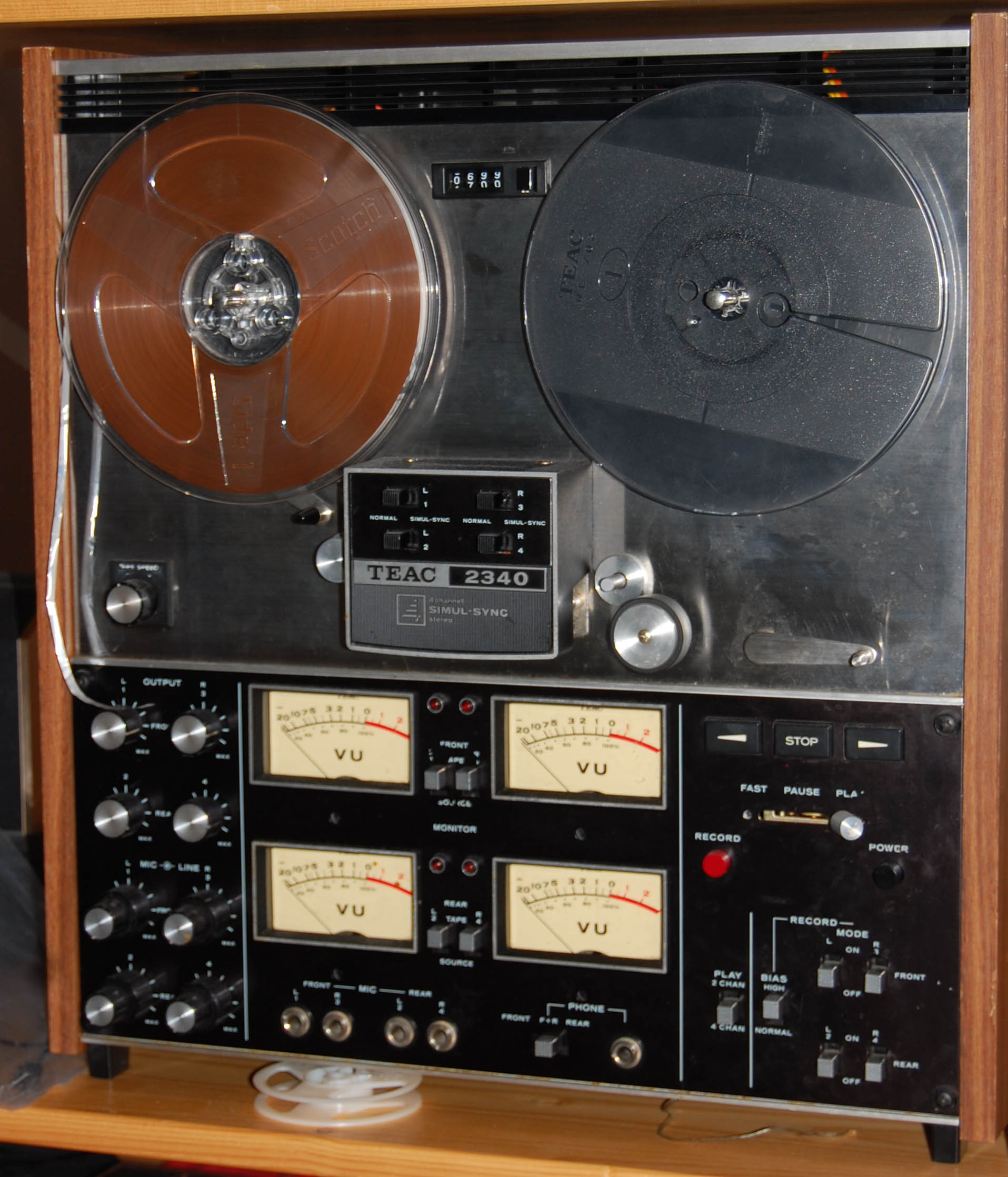
Magnetófono de cuatro pistas de la década de 1970, equipado con vúmetros, a diferencia del Studer usado para grabar McCartney

McCartney y su familia regresaron a Londres poco antes de la Navidad de 1969, momento en el que el músico comenzó a trabajar en el álbum en su propia casa de Cavendish Avenue. La grabación fue realizada en un magnetófono de cuatro pistas de la marca Studer, sin una mesa de mezclas, y por tanto sin vúmetros como guía para nivelar el volumen. En la autoentrevista que incluyó en el álbum, McCartney describió su estudio de grabación casero con las palabras «Studer, un micrófono y nervio».
La lista de canciones de McCartney siguió el mismo orden que la grabación del álbum. Así, el primer tema grabado fue una porción de cuarenta y cinco segundos de «The Lovely Linda», una canción que compuso en Campbeltown, Escocia. Como en gran parte del álbum, McCartney cantó la canción acompañado por una guitarra acústica antes de rellenar las pistas restantes en la Studer con una segunda guitarra o un acompañamiento de bajo y batería. Aunque su primera grabación de «The Lovely Linda» solo pretendía ser una prueba del nuevo equipo, fue incluida en el álbum final como la primera canción, completada con el sonido de McCartney riendo al final de la toma. Las dos siguientes canciones grabadas fueron «That Would Be Something» y el instrumental «Valentine Day». La segunda fue, junto con «Momma Miss America» y «Oo You», uno de los tres temas de McCartney que su autor «improvisó en el acto», tal y como más adelante afirmó.
El 3 de enero de 1970, interrumpió su trabajo en McCartney para participar en la última sesión con The Beatles, donde grabó «I Me Mine» junto a George Harrison y Ringo Starr en los Abbey Road Studios. Al día siguiente, los tres músicos volvieron a grabar «Let It Be», una canción del proyecto Get Back que aún estaba esperando ser publicado un año después.

### Morgan Studios
El 12 de febrero, McCartney llevó las grabaciones de su Studer a los Morgan Studios, en el suburbio londinense de Willesden, con el fin de copiar sus cintas de cuatro pistas en otras de ocho para añadir nuevos instrumentos. Interesado en mantener el proyecto en secreto, McCartney trabajó en los Morgan Studios con el seudónimo de Billy Martin. Por entonces había grabado también «Junk» y «Teddy Boy» en Cavendish Avenue, dos canciones que había compuesto durante la visita de The Beatles a la India en 1968 y que había ensayado con la banda en enero de 1969. Las otras grabaciones transferidas a cintas de ocho pistas incluyeron «Glasses», un tema con efectos de sonido que incluyó «copas tocadas al azar», según describió el propio músico, y «Singalong Junk», una versión instrumental de «Junk» a la que añadió una sección de cuerdas tocada con un mellotron. Entre otras sobregrabaciones en las nuevas mezclas de ocho pistas, McCartney añadió la voz a «Oo You».
Durante su trabajo en Morgan Studios, también grabó «Hot as Sun», un tema instrumental «con influencias de la Polinesia», según el autor Bruce Spizer, y «Kreen-Akrore», que Sounes describió como «un tema experimental de percusión». Grabada el 12 de febrero, en «Kreen-Akrore» intentó describir con sonidos una cacería de la tribu amazónica de los panarás, después de ver un documental sobre su forma de vida en ATV. Entre interludios musicales con guitarra eléctrica, piano y órgano, McCartney utilizó en la canción un arco y una flecha que compró en Harrods, según comentó el ingeniero de sonido Robin Black.

### Abbey Road Studios

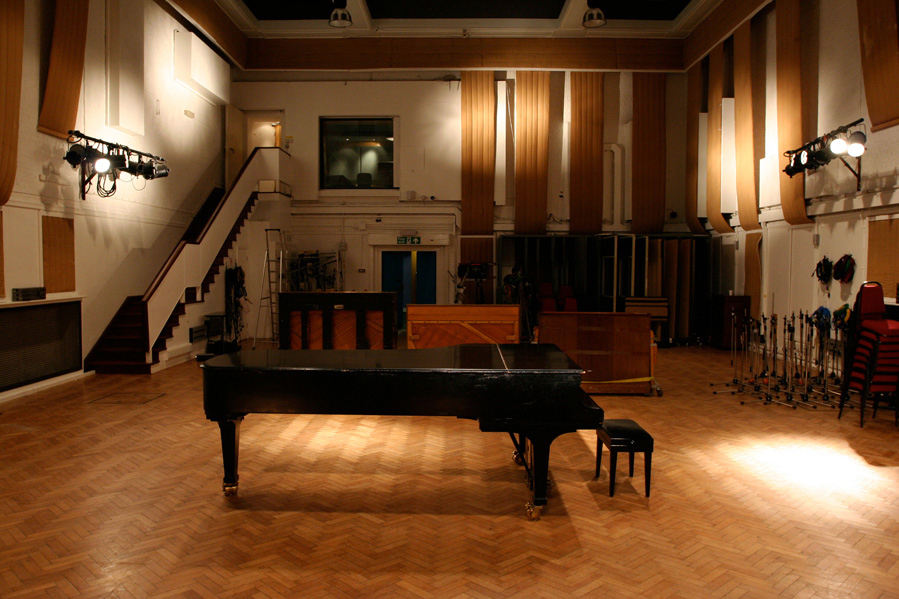
Interior del estudio 2 de Abbey Road Studios, donde McCartney completó la grabación del álbum

En febrero de 1970, McCartney se trasladó a los Abbey Road Studios, con fechas de grabación reservadas nuevamente con el seudónimo de Billy Martin. En el estudio llevó a cabo nuevas mezclas del material registrado con anterioridad y grabó nuevas canciones. Al respecto, el 22 de febrero grabó «Every Night», otra composición ensayada durante el proyecto Get Back, y «Maybe I'm Amazed», una balada dedicada a Linda y tocada al piano que, en palabras de Chip Madinger y Mark Easter, era «el tema instrumental más elaborado del disco». Tres días después compuso y grabó «Man We Was Lonely».
Tras finalizar la grabación del álbum, McCartney decidió mezclar las canciones restantes en los Morgan Studios. Durante el proceso, «Hot as Sun» y «Glasses» fueron unidas a modo de música que finalizó con un fragmento de «Suicide» interpretado al piano. No reconocida en la lista de canciones final, «Suicide» fue una composición originalmente destinada al cantante Frank Sinatra y cuya versión completa permaneció inédita hasta la reedición del álbum en 2011. De forma similar, el músico también juntó dos piezas instrumentales separadas en una única pista con el título de «Momma Miss America».
Con su enfoque casero para grabar, McCartney evitó la «sofistificación musical» que había distinguido el trabajo de The Beatles con George Martin, particularmente en el álbum Abbey Road, y en su lugar regresó a la naturaleza original del proyecto Get Back. Además, tocó todos los instrumentos en el álbum, desde guitarras hasta teclados pasando por batería e instrumentos de percusión, con Linda cantando los coros en canciones como «Man We Was Lonely». Su mujer también contribuyó imitando el sonido de animales en «Kreen-Akrore».

## Diseño de portada
El diseño del álbum fue realizado por el matrimonio McCartney, quien contrató al artista Gordon House y al diseñador Roger Huggett para «llevar el concepto de Paul a la vida», según el autor Bruce Spizer. El embalaje incluyó numerosas fotografías realizadas por Linda McCartney, además de un collage de veintiún fotos familiares en el interior del disco representando a Paul, a Linda, a su hija de siete años Heather, a la recién nacida Mary y a la perra bobtail Martha. La portada de McCartney fue la primera de varios discos a lo largo de veintisiete años de carrera en incluir una fotografía de Linda.
En contraste sobre un fondo negro, la imagen de la portada incluyó un tazón de líquido de cereza colocado sobre un mostrador de color blanco y rodeado de varias cerezas rojas. La contraportada incluyó otra fotografía tomada por Linda y mostrando a su marido con Mary abrigada dentro de una chaqueta de cuero y forrada de pelo.

## Paul McCartney vs. Apple Records
| «Es un hecho simple que [Paul] no puede seguir su propio camino, de modo que está causando el caos. Publiqué cuatro álbumes el año pasado y no dije una puta palabra sobre dejar [The Beatles]». —John Lennon en mayo de 1970. |

McCartney afirmó que «boicoteó» las oficinas de Apple Records después de la llegada de Allen Klein en 1969, algo que llevó a John Lennon, George Harrison y Ringo Starr a tomar decisiones de negocios sin su participación, según varios biógrafos. Una de dichas decisiones estuvo relacionada con el lanzamiento del documental Let It Be, necesario para cumplir con las obligaciones contractuales de The Beatles con United Artists. A mediados de 1969, la amenaza de un posible litigio entre The Beatles y United Artists llevó al director Michael Lindsay-Hogg a preparar Let It Be para su estreno en los cines, en lugar de en televisión como era el proyecto original.
McCartney había acordado en privado una fecha de lanzamiento para su primer álbum en solitario con Neil Aspinall, ejecutivo de Apple y una de las pocas personas asociadas a The Beatles que tenían conocimiento de su proyecto. La suma de McCartney al calendario de publicaciones de Apple se enfrentó con los inminentes lanzamientos de Let It Be, el último álbum de The Beatles, y Sentimental Journey, el debut en solitario de Starr. El 25 de marzo, después de descubrir que Klein había pospuesto el lanzamiento de McCartney, el músico recibió la garantía de Harrison de que su álbum en solitario sería publicado el 17 de abril, tal y como estaba previsto.
La situación cambió cuando Phil Spector informó de que su trabajo como productor del álbum Let It Be estaba casi completo, lo cual significó que podía ser publicado para coincidir con el estreno mundial del largometraje homónimo, programado para el 28 de abril en Nueva York. Doggett escribió que «la solución era obvia, dado que Let It Be era un paquete multimedia» y, como un proyecto grupal en lugar de un disco en solitario, «debería tener prioridad automática». Harrison y Lennon escribieron a McCartney el 31 de marzo para decirle que habían instruido a EMI, compañía asociada a Apple, para que aplazasen el lanzamiento de su álbum hasta el 4 de junio. La misma carta también explicó la necesidad de escalonar los diferentes lanzamientos programados por Apple, especialmente en los Estados Unidos, donde el recopilatorio Hey Jude había sido publicado el 26 de febrero. En lugar de utilizar a un miembro del equipo de Apple para entregarle la carta, Starr decidió llevársela personalmente hasta su casa de Cavendish Avenue.
McCartney describió más tarde el tono del mensaje de Ringo como «la versión oficial», al que reaccionó mal: «Le dije [a Starr] que se marchase. Tenía que hacer algo así con el fin de hacerme valer a mí mismo porque me estaba hundiendo... Estaba recibiendo golpes en la cabeza, en mi mente de todos modos». Según Starr, McCartney «se volvió loco» y le amenazó diciendo: «Terminaré contigo ahora. ¡Pagarás!». Aunque los otros beatles se retractaron sobre el lanzamiento de McCartney, la confrontación inició en la banda lo que el autor Robert Rodríguez llamó «una guerra de tres contra uno».

## Autoentrevista y separación de The Beatles
El 9 de abril de 1970, McCartney publicó una autoentrevista en la prensa británica, también incluida en las copias británicas del álbum, en la que explicaba sus razones para grabar en solitario y describía su temática general como «Hogar, Familia, Amor». Recopilada con la ayuda de Derek Taylor y Peter Brown, directivos de Apple Records, la entrevista también incluyó preguntas sobre una posible separación de The Beatles. Aunque no llegó a decir que la banda había terminado, McCartney dijo que no sabía si la «ruptura con The Beatles» sería temporal o permanente.
Ese mismo día, McCartney llamó a John Lennon, que participaba en una terapia primal, para decirle que su disco iba a ser publicado, pero sin mencionar la separación del grupo. El autor Peter Doggett sugirió que la intención de McCartney no era la de disolver el grupo y citó a Ray Connoly, hombre de confianza de The Beatles, quien afirmó que el músico estaba «devastado» por la interpretación de la prensa. Tras su publicación original en el Daily Mirror el 10 de abril, el autor Mark Hertsgaard escribió que «los titulares de prensa en todo el mundo redujeron la historia a variaciones vociferantes de PAUL ROMPE THE BEATLES». A pesar de llevar separados de facto desde la reunión del 20 de septiembre de 1969, en la que Lennon anunció en privado su intención de abandonar el grupo, la autoentrevista promocional de McCartney supuso la confirmación pública de su ruptura y el comienzo de una serie de litigios en el Tribunal Supremo del Reino Unido a partir de diciembre de 1970 para disolver las empresas vinculadas a la banda.

## Publicación
McCartney fue publicado el 17 de abril de 1970 en el Reino Unido y tres días más tarde en los Estados Unidos. Aunque la posición de McCartney entre los seguidores de The Beatles se había desplomado como consecuencia de su anuncio, las noticias de la ruptura del grupo aseguraron la publicidad del álbum.
En el Reino Unido, McCartney debutó en la segunda posición de la lista UK Albums Chart, donde permaneció tres semanas detrás de Bridge over Troubled Water, de Simon & Garfunkel, el álbum más vendido de 1970. El 15 de mayo, McCartney había vendido más de un millón de copias en los Estados Unidos, y una semana después llegó al primer puesto de la lista Billboard 200, donde estuvo tres semanas. A pesar de que «Maybe I'm Amazed» fue emitido en numerosas radios estadounidenses, el músico se negó a publicar ninguna canción como sencillo.
Sus antiguos compañeros de grupo expresaron públicamente su decepción con el álbum. Poco después de su lanzamiento, George Harrison describió «Maybe I'm Amazed» y «That Would Be Something» como «geniales», pero sobre el resto comentó: «Simplemente no hace mucho por mí». Harrison añadió que, a diferencia de John Lennon, de Ringo Starr y de sí mismo, McCartney estaba «demasiado aislado» de otros músicos y comentó que «la única persona que tiene para decirle si la canción es buena o mala es Linda». En el mismo sentido, en una entrevista con Jann Wenner para Rolling Stone en diciembre de 1970, Lennon definió McCartney como «basura» y expresó la creencia de que su álbum John Lennon/Plastic Ono Band, inspirado en la terapia primal, «probablemente asustase a McCartney de hacer algo decente».

## Recepción
Tras su publicación, McCartney fue generalmente criticado por su escasa producción y por sus canciones inconclusas. Además, según escribió el autor Nicholas Schaffner en su libro The Beatles Forever, el intento de McCartney de usar la separación de The Beatles para promocionar su primer disco, al tiempo que se presentaba como un hombre familiar feliz, «fue aparentemente contraproducente dado que muchos observadores encontraron todo el conjunto artificial, insípido y bastante viciado». En el mismo sentido, Chip Madinger y Mark Easter comentaron que el álbum recibió una «arremetida de la crítica» y que el sentimiento general entre los periodistas fue «algo en el sentido de: "¿Rompió a The Beatles para esto?"». Por otra parte, Richard Williams, de Melody Maker, sugirió que «con este disco, la deuda de McCartney con George Martin [productor de The Beatles] se vuelve cada vez más clara». Además, Williams encontró «banalidad» en todas las canciones salvo en «Maybe I'm Amazed», y describió «Man We Was Lonely» como «el peor ejemplo de su lado de música de salón».
En una reseña favorable, Alam Smith escribió en NME que, mientras que en la primera escucha encontraba McCartney como «demasiado inofensivo», su visión había cambiado con el tiempo: «Escucharlo es como oír la satisfacción personal de un hombre comprometido con el sonido de la música. La mayoría de los sonidos, efectos e ideas son brillantes; gran parte del aura es de canciones tranquilas en una calurosa noche de verano, y prácticamente todos los temas reflejan una especie de rotundidad intangible».
En su reseña para Rolling Stone, Langdon Winner encontró las canciones «claramente de segundo grado» en comparación con sus mejores composiciones como beatle, con solo «Maybe I'm Amazed» «llegando cerca» de alcanzar ese elevado estatus, aunque admiró su voz y añadió: «Si uno puede aceptar el álbum en sus propios términos, McCartney se erige como una pieza de trabajo muy buena aunque no sorprendente». Winner admitió sentirse rechazado por la «propaganda de mal gusto» en torno a su lanzamiento, aunque destacó que «éste es todo el material que el propio Paul incluyó deliberadamente [en la autoentrevista del álbum], no solo algunos comentarios ociosos que se le escaparon a un periodista». El crítico concluyó su reseña diciendo: «Me gusta mucho McCartney. Pero recuerdo que a la gente de Troya también le gustaba ese caballo de madera que entró por sus puertas hasta que descubrieron que era hueco y estaba lleno de guerreros hostiles».
Stephen Thomas Erlewine de AllMusic escribió que McCartney «posee una calidad casera entrañablemente harapienta», con «That Would Be Somthing», «Teddy Boy», «Maybe I'm Amazed» y «Every Night» como «clásicos de McCartney de pleno derecho». Aunque señaló que «la naturaleza desechable de gran parte del material [...] se ha convertido en encantadora en retrospectiva», Erlewine añadió: «Por desgracia, en retrospectiva también aparece como un presagio de la persistente mediocridad que plagó toda la carrera en solitario de McCartney». Por su parte, Record Collector destacó «Every Night», «Junk» y «Maybe I'm Amazed» como canciones que «aun suenan absolutamente fáciles y demuestran el natural genio del hombre con una melodía».
Entre otros biógrafos de The Beatles, Robert Rodríguez incluyó a McCartney en su capítulo dedicado a los peores discos en solitario publicados por los antiguos miembros del grupo entre 1970 y 1980. Al respecto, escribió: «Para cualquiera que desee llegar a la raíz de la crítica más común contra la salida en solitario de McCartney, no busques más». Del mismo modo que lamentó la falta de control de calidad que permitió a «cancioncillas sin encanto» como «Teddy Boy» ir insuficientemente desarrolladas, Rodríguez escribió: «Lo que hace que McCartney sea tan frustrante no era la ausencia de ideas musicales convincentes, sino que fue la abundancia de ellas. Con melodías como "Momma Miss America" desentrañadas en composiciones con un principio, un intermedio y un final, McCartney podría haber terminado siendo muy bien considerado a su manera como Plastic Ono Band: una lista completa de confecciones pop enfocadas y amistosas para el oyente que podría haber dado a los seguidores muchos menos motivos de amergura por la separación de The Beatles».
En 1999, durante la ceremonia de introducción de McCartney en el Salón de la Fama del Rock and Roll,  Neil Young elogió el álbum y dijo: «Me encantó ese disco porque era muy sencillo. Y había mucho para ver y escuchar. Era simplemente Paul. No había adornos en absoluto... No había ningún intento de competir con las cosas que había hecho. Y así salió de la sombra de The Beatles».

## Reediciones
En 1993, EMI reeditó McCartney junto a otros seis discos de estudio del músico, incluyendo Ram y Band on the Run. El 13 de junio de 2011, Hear Music remasterizó y reeditó McCartney como parte de la serie The Paul McCartney Archive Collection en cuatro formatos:
- Edición estándar. Incluyó las trece canciones originales de McCartney, remasterizadas en los Abbey Road Studios de Londres, en un CD.[72]
- Edición especial. Incluyó el álbum original y un segundo CD con siete temas extra, entre ellas las canciones inéditas «Suicide» y «Don't Cry Baby».[72]
- Edición deluxe. Incluyó un total de dos CD y un DVD en formato de caja recopilatoria. Los dos primeros CD presentan el mismo contenido de la edición especial, mientras que el DVD contiene material audiovisual. La caja presenta también un libro de 128 páginas, una historia ilustrada sobre la grabación del álbum y un enlace de descarga digital de todo el material.[72]
- Edición vinilo. Versión de la edición especial en formato vinilo de 180 gramos, con un enlace de descarga digital de todo el material.[72]

## Lista de canciones
Todas las canciones escritas y compuestas por Paul McCartney. 
| Cara A |                           |          |  |
| N.º    | Título                    | Duración |  |
| 1.     | «The Lovely Linda»        | 0:46     |  |
| 2.     | «That Would Be Something» | 2:42     |  |
| 3.     | «Valentine Day»           | 1:40     |  |
| 4.     | «Every Night»             | 2:32     |  |
| 5.     | «Hot As Sun / Glasses»    | 2:07     |  |
| 6.     | «Junk»                    | 2:00     |  |
| 7.     | «Man We Was Lonely»       | 2:57     |  |

| Cara B |                      |          |  |
| N.º    | Título               | Duración |  |
| 8.     | «Oo You»             | 2:52     |  |
| 9.     | «Momma Miss America» | 4:05     |  |
| 10.    | «Teddy Boy»          | 2:26     |  |
| 11.    | «Singalong Junk»     | 2:35     |  |
| 12.    | «Maybe I'm Amazed»   | 3:52     |  |
| 13.    | «Kreen Akrore»       |          |  |

| Reedición de 2011: Disco dos - Temas extra |                                                             |          |  |
| N.º                                        | Título                                                      | Duración |  |
| 1.                                         | «Suicide» (Descarte)                                        | 2:48     |  |
| 2.                                         | «Maybe I'm Amazed» (Del documental One Hand Clapping, 1974) | 4:53     |  |
| 3.                                         | «Every Night» (En directo desde Glasgow, 1979)              | 4:30     |  |
| 4.                                         | «Hot As Sun» (En directo desde Glasgow, 1979)               | 5:11     |  |
| 5.                                         | «Maybe I'm Amazed» (En directo desde Glasgow, 1979)         | 5:11     |  |
| 6.                                         | «Don't Cry Baby» (Descarte)                                 | 3:07     |  |
| 7.                                         | «Women Kind» (Demo [Mono])                                  | 2:09     |  |

| Reedición de 2011: DVD |                                                                 |          |  |
| N.º                    | Título                                                          | Duración |  |
| 1.                     | «The Album Story» (Documental sobre la grabación de McCartney)  | 9:15     |  |
| 2.                     | «The Beach»                                                     | 2:44     |  |
| 3.                     | «Maybe I'm Amazed» (Vídeo musical)                              | 3:46     |  |
| 4.                     | «Suicide» (Del documental One Hand Clapping, 1974)              | 1:33     |  |
| 5.                     | «Every Night» (De"Concert For People Of Kampuchea', 1979)       | 4:42     |  |
| 6.                     | «Hot As Sun» (De Concert For People Of Kampuchea, 1979)         | 2:42     |  |
| 7.                     | «Junk» (Versión en directo de MTV Unplugged)                    | 2:51     |  |
| 8.                     | «That Would Be Something» (Versión en directo de MTV Unplugged) |          |  |

## Personal
Músicos
- Paul McCartney: bajo, batería, guitarra acústica, guitarra eléctrica, piano, mellotron, órgano, xilófono y voz.
- Linda McCartney: coros.

## Posición en listas
| País           | Lista                             | Posición |
| -------------- | --------------------------------- | -------- |
| Alemania       | Media Control Albums Chart        | 15       |
| Australia      | ARIA Albums Chart                 | 3        |
| Canadá         | RPM Albums Chart                  | 1        |
| España         | Spanish Albums Chart              | 4        |
| Estados Unidos | Billboard 200                     | 1        |
| Francia        | SNEP Albums Chart                 | 4        |
| Italia         | Italian Albums Chart              | 3        |
| Japón          | Oricon LP Chart                   | 13       |
| Noruega        | Norwegian Top 40 Albums           | 2        |
| Países Bajos   | Mega Albums Chart                 | 3        |
| Reino Unido    | UK Albums Chart                   | 2        |
| Suecia         | Swedish Kvällstoppen Albums Chart | 2        |

| País                | Lista                  | Posición |
| ------------------- | ---------------------- | -------- |
| España              | Spanish Album Chart    | 74       |
| Estados Unidos      | Top Pop Catalog Albums | 7        |
| Francia             | SNEP Albums Chart      | 91       |
| Oricon Weekly Chart | 27                     |          |
| Países Bajos        | Mega Albums Chart      | 85       |
| Reino Unido         | UK Albums Chart        | 88       |

## Certificaciones
| País           | Organismo certificador | Certificación | Ventas certificadas | Ref.  |
| -------------- | ---------------------- | ------------- | ------------------- | ----- |
| Estados Unidos | RIAA                   | Doble platino | 2 000 000           | [ 5 ] |
| Canadá         | CRIA                   | Platino       | 100 000             | [ 6 ] |